# Giuseppe Fietta
Giuseppe Fietta, italijanski rimskokatoliški duhovnik, škof in kardinal, * 6. november 1883, Ivrea, † 1. oktober 1960.

## Življenjepis
4. novembra 1906 je prejel duhovniško posvečenje.
30. marca 1926 je postal naslovni nadškof Serdice; 27. septembra pa apostolskega internuncija v Srednji Ameriki in 10. oktobra istega leta je prejel škofovsko posvečenje.
23. septembra 1930 je bil imenovan za apostolskega nuncija na Haitiju in v Dominikanski republiki; 20. junija 1936 za apostolskega nuncija v Argentini in 26. januarja 1953 za apostolskega nuncija v Italiji.
15. decembra 1958 je bil povzdignjen v kardinala in imenovan za kardinal-duhovnika S. Paolo alla Regola. Z nuncijskega položaja se je upokojil na isti dan.